# Ficus pertusa
Ficus pertusa é uma espécie de árvore nativa do Brasil conhecida no Acre com o nome popular apuí.

## Distribuição geográfica
A árvore Ficus pertusa distribui-se nativamente, além do Brasil, pelos países: Belize, Bolívia, Jamaica, Porto Rico, Colômbia, Costa Rica, Equador, El Salvador, Guiana, Guiana Francesa, Guatemala, Honduras, México, Nicarágua, Panamá, Paraguai, Peru, Suriname e Venezuela.